# Zhengzhou-Universität
Die Zhengzhou-Universität (chinesisch 郑州大學, Pinyin Zhengzhou Dàxué) ist eine 1956 gegründete, staatliche Universität in der Volksrepublik China. Sie hat ihren Sitz in Zhengzhou, der Hauptstadt der Provinz Henan. 
Die Universität gehört zu den Universitäten des Projekts 211 und hatte 2005 rund 46.000 Studenten und knapp 6.000 wissenschaftliche Angestellte.